# Huragan Hanna (2008)
Huragan Hanna – cyklon tropikalny, który nad ranem 6 września 2008 zagroził atlantyckiemu wybrzeżu amerykańskich stanów Karolina Południowa, Karolina Północna, Wirginia, po uderzeniu w Haiti.

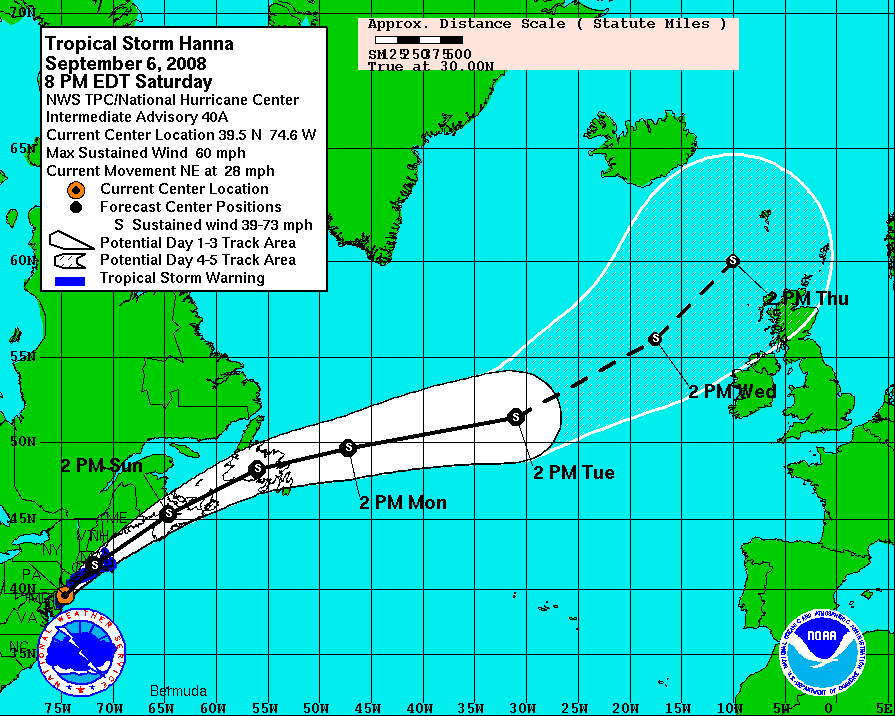
Prognoza trajektorii sztormu tropikalnego Hanna, uprzednio huraganu Hanna (uaktualniana)

Huragan Hanna powstał 28 sierpnia 2008 ENE od Wysp Nawietrznych na Morzu Karaibskim. Wskutek jego nadejścia zginęło 537 osób, a trzynaście uznaje się za zaginionych, głównie w Gonaives i okolicach Haiti (stan z 6 września 2008). Fala powodziowa zatopiła niektóre ulice na głębokość pięciu metrów.
Hanna to ósmy sztorm z nazwą własną, czwarty huragan na Atlantyku w roku 2008. Przechodząc 330 km na wschód od stolicy Bahamów, Nassau, huragan osłabł nieznacznie nad wodami na wschód od Florydy, przechodząc z I kategorii na skali Saffira-Simpsona do rangi sztormu tropikalnego. Zmierzał płaskim łukiem w kierunku północno-wschodnim wzdłuż Wybrzeża Atlantyckiego, po najściu obu Karolin pomiędzy Myrtle Beach i Wilmington (Karolina Północna) o 03:20 czasu lokalnego. Spodziewane ponowne wzmocnienie z powrotem do rangi huraganu nie nastąpiło. Pomimo jego wielkiej rozległości obszarowo (burza o średnicy ponad 330 km), jako szybko przemieszczający się sztorm został oceniony jako stosunkowo mało groźny powodziowo dla USA i Kanady, natomiast potencjalnie katastrofalny pod względem erozji plaży.

## Ofiary
| Kraj              | Ofiary śmiertelne |
| ----------------- | ----------------- |
| Haiti             | 529               |
| Stany Zjednoczone | 7                 |
| Dominikana        | 1                 |
| Razem:            | 537               |